# Chiesa spiritista
La Chiesa spiritista nacque in seno al movimento spiritista, diffusosi negli Stati Uniti a partire dal 1848, anno rimasto celebre per i fatti di Hydesville di cui furono protagoniste le sorelle Fox.
Oggi si possono trovare chiese spiritiste in tutto il mondo sebbene esse siano maggiormente presenti nei paesi di lingua inglese e tra questi, in particolare, negli Stati Uniti e nel Regno Unito, paesi in cui lo spiritismo ha una lunga tradizione alle spalle.
In Nordamerica molte chiese spiritiste sono affiliate alla National Spiritualist Association of Churches, mentre nel Regno Unito l'associazione che le raccoglie è la Spiritualists' National Union (SNU).

## Storia
Le origini dello spiritismo moderno sono spesso fatte coincidere con i fatti di Hydesville che videro come protagoniste le sorelle Fox nel 1848. Tuttavia alcuni credenti vedono l'inizio non ufficiale del movimento nella setta quacchera degli Shakers, formatasi nel '700, perché una coppia di Shakers aveva rapporti di amicizia di lunga data con le stesse sorelle Fox. Già nel 1853 il movimento da New York aveva raggiunto San Francisco e, al di là dell'oceano, Londra, e attorno al 1860 si poteva già considerare un fenomeno di portata mondiale. Le sorelle Fox rimasero attive per molti anni, fino alla loro caduta in disgrazia avvenuta alla fine del secolo. Altre figure di rilievo del periodo furono Mercy Cadwallader, che fu una sorta di "missionaria" dello spiritismo, e Emma Hardinge Britten, autrice di molti libri sulla medianità e sul ruolo da essa occupato nella cultura popolare e religiosa statunitense. La prima chiesa spiritista del Regno Unito fu fondata nel 1853 da David Richmond a Keighley, nello Yorkshire, mentre nel 1855 iniziavano le pubblicazioni del primo giornale spiritista inglese, lo Yorkshire Spiritualist Telegraph. Nel 1870 si potevano contare numerose chiese spiritiste sia negli USA che nel Regno Unito.
Nel Regno Unito iniziarono quindi a nascere federazioni locali di circoli spiritisti, che portarono poi alla fondazione, nel 1891, di una federazione nazionale che sarebbe diventata, nel 1902, quella che è oggi la SNU. La pubblicazione più importante in ambito spiritista era Two Worlds, che aveva una discreta diffusione e che pubblicizzava le iniziative spiritiste locali. Gli spiritisti britannici di quel periodo spesso coniugavano le loro credenze spirituali a idee politiche radicali, come la temperanza e l'anti-capitalismo: molti di essi praticavano inoltre il vegetarianesimo. Alcuni di loro furono attivi nei movimenti per l'emancipazione delle donne e una minoranza sposò le idee dell'amore libero, tanto che nell'epoca vittoriana, dal punto di vista della maggioranza della società, "spiritista" era spesso sinonimo di "radicale". Nel frattempo si diffondeva sempre di più la medianità tramite trance e le sedute spiritiche effettuate attorno a un tavolino divennero una vera e propria moda che, pare, raggiunse anche Buckingham Palace.
D.D Home, uno dei medium più famosi dell'epoca, contribuì in maniera consistente a rendere lo spiritismo di moda presso l'aristocrazia inglese. Allo stesso tempo però molti medium furono scoperti a usare trucchi di illusionismo per produrre i propri fenomeni e iniziò quindi un periodo in cui esperimenti metodici vennero condotti su vari medium da parte di scienziati e prestigiatori professionisti, spesso su incarico della Society for Psychical Research, fondata nel 1892. Nel 1924 la SNU contava ben 309 chiese affiliate. Una nuova rivista, Psychic News, affiancò Two Worlds nelle edicole del Regno. Dal 1920 al 1947 esistette un British College of Psychic Studies, ma maggior fortuna ebbe l'Arthur Findlay College, ancora oggi attivo. Negli stessi anni riscuoteva enorme successo tra il pubblico Estelle Roberts, oggi considerata come una delle più grandi medium del XX secolo.
Nel frattempo anche negli Stati Uniti lo spiritismo continuava a fiorire, ma in forme più individuali e meno legate ad associazioni organizzate. Negli anni '50 nel Regno Unito le chiese spiritiste si scissero: da una parte quelle, più numerose, che aderivano alla SNU e alle posizioni di Arthur Findlay, che credeva che lo spiritismo costituisse una religione a sé stante, dall'altra i circoli aderenti al Christian Spiritualism, che ritenevano che esso fosse da considerare a tutti gli effetti come un ramo del cristianesimo. Oggi si possono trovare chiese spiritiste, oltre che nel Regno Unito e negli Stati Uniti, anche in Australia, Nuova Zelanda, Canada e Sudafrica, mentre gruppi di studio sono presenti anche al di fuori del mondo anglosassone: nei Paesi Scandinavi, in Islanda, Germania, Austria, Italia, Paesi Bassi, Belgio, Spagna, Portogallo, Giappone e Corea. Molti di questi gruppi aderiscono alla International Spiritualist Federation, fondata in Belgio nel 1923, mentre le chiese di orientamento strettamente cristiano prendono parte alla The Greater World Christian Spiritualist Association, con sede a Londra. Un discorso a parte richiedono le chiese spiritiste afroamericane, che comprendono una varietà di denominazioni, in genere di osservanza protestante ma talvolta, specie a New Orleans, improntate al cattolicesimo.

## Modalità del culto e credenze
La funzione religiosa in una chiesa spiritista è spesso condotta da un medium. Ci sono delle preghiere di apertura, un sermone, degli inni e infine si passa alla fase medianica, in cui il medium tenta di contattare gi spiriti dei defunti. Specie nel Regno Unito tali medium sono soliti dimostrare attraverso prove che lo spirito con cui sono in contatto sia davvero chi dichiara di essere prima di trasmettere qualsiasi messaggio proveniente da esso: tali prove possono consistere in informazioni circa dove vissero, indirizzi, particolari di malattie o eventi specifici che solo la persona presente tra il pubblico può conoscere.
Gli spiritisti credono che laddove tutti noi moriamo fisicamente, alcuni aspetti della nostra personalità o della mente sopravvivono e continuano a esistere su un piano spirituale. Essi usano il termine collettivo il mondo dello Spirito per indicare tutte le menti ed entità che hanno avuto accesso a tale piano di esistenza. Lo scopo del medium è principalmente quello di dimostrare che un essere umano è sopravvissuto alla morte fisica dando prove di tale sopravvivenza a un parente o amico ancora in vita.
Una pratica diffusa nei circoli e nelle chiese spiritiste è quella della guarigione spirituale, in cui il medium, tramite la pratica ispirata a Cristo dell'imposizione delle mani, canalizza verso il paziente l'energia proveniente dai piani superiori. Tale pratica può talvolta portare a vere e proprie guarigioni fisiche da malattie e infermità più o meno gravi, ma è anche e soprattutto rivolta alla guarigione dello spirito della persona.
Un'altra attività comune svolta dalle chiese spiritiste è lo svolgimento di corsi volti allo sviluppo delle capacità psichiche e medianiche. La meditazione ricopre spesso un ruolo importante in tali pratiche perché è vista come uno strumento per calmare la mente e aprirsi all'ascolto della voce del proprio spirito guida. Le meditazioni usate in ambito spiritista spesso traggono ispirazione dalle tecniche di respirazione rintracciabili nelle pratiche meditative buddiste e talvolta includono l'idea indù dei chakra. Anche la visualizzazione creativa trova largo impiego al fine di incontrare il proprio spirito guida, ricongiungersi con i cari defunti, ricevere aiuto e protezione da Dio, favorire la propria guarigione o semplicemente calmare la mente.
L'influenza religiosa maggiore sulle dottrine spiritiste è quella esercitata dal cristianesimo, tuttavia molti spiritisti traggono ispirazioni e insegnamenti anche da varie altre tradizioni religiose e spirituali come la tradizione cabalistica, il sufismo, l'induismo e il buddismo. Vi sono anche spiritisti che credono in un'idea generale di Universo come creatore, senza aderire ad alcuna dottrina religiosa specifica.
Le chiese spiritiste afroamericane tendono a incoraggiare forme di adorazione estatica mutuate dalle chiese afroamericane battiste e pentecostali. Le chiese di New Orleans che derivano direttamente dagli insegnamenti di Leafy Anderson si distinguono per la presenza di particolari inni e funzioni dedicate allo spirito del pellerossa Black Hawk (Falco Nero), vissuto nell'Illinois e nel Wisconsin.

## Dichiarazione di principi
Nel 1889 una Dichiarazione di principi contenente sei articoli fu adottata da molti gruppi spiritisti. Altri tre articoli furono aggiunti ad essa in seguito. Tali articoli non sono oggi condivisi da tutte le organizzazioni o singole chiese spiritiste, tuttavia hanno avuto una loro importanza storica nel dare una prima organizzazione alle credenze dello spiritismo moderno e per tale motivo vengono riportati di seguito. È da notare l'influenza evidente dell'Unitarianismo sulla definizione di Dio presentata nel primo articolo.
- 1.Crediamo in un'Infinita Intelligenza.
- 2.Crediamo che i fenomeni della Natura, sia fisici che spirituali, siano un'espressione dell'Infinita Intelligenza.
- 3.Sosteniamo che comprendere esattamente tale espressione e vivere in accordo ad essa costituiscano la vera religione.
- 4.Sosteniamo che l'esistenza e l'identità personale dell'individuo continuano dopo il cambiamento chiamato morte.
- 5.Sosteniamo che la comunicazione con i cosiddetti morti sia un dato di fatto, scientificamente provato dai fenomeni dello spiritismo.
- 6.Sosteniamo che il più alto esempio di moralità sia contenuto nella Regola d'Oro: "Fai agli altri ciò che vorresti fosse fatto a te stesso"

(Questi primi sei principi furono adottai a Chicago, Illinois, nel 1899. Il sesto principio fu rivisto nel 2004.)
- 7.Sosteniamo la responsabilità morale dell'individuo nel creare la propria felicità o infelicità e nell'obbedire o disobbedire alle leggi fisiche e spirituali della Natura.
- 8.Sosteniamo le porte verso il progresso non sono mai chiuse per nessun'anima, qui o nell'aldilà.

(Questi due principi furono adottati a Rochester, New York, nel 1909 e ivi rivisti nel 2001.)
- 9.Sosteniamo che la profezia e la guarigione sono attributi divini provati tramite la medianità.

(Quest'ultimo principio fu adottato a St. Louis, Missouri, nel 1944 e rivisto nel 1983 e nuovamente nel 1998.)